# Уго Мартінес Пелаес
Уго Марті́нес Пелаес (ісп. Hugo Martinez Pelaez; нар. 8 листопада 1934) — аргентинський науковець в галузі виноградарства і виноробства.

## Біографія
Народився 8 листопада 1934 року. Закінчив факультет сільськогосподарських наук Національного університету в Лухан-де-Куйо.
Працював національним координатором програми винограду в Національному інституті сільськогосподарської технології (сільськогосподарська експериментальна станція в Мендосі). 

## Наукова діяльність
Сфера наукових інтересів — технологія виробництва винограду, сортознавство, обрізка винограду, ефективність використання органічних і хімічних добрив на виноградниках, обробка ґрунтів та зрошення на виноградниках, зберігання столового винограду, відновлення виноградників після градобою, стимулятори росту винограду. 
Творець нових марок вин, апаратів, устаткування.